# I due Foscari (film 1942)
I due Foscari è un film del 1942, diretto da Enrico Fulchignoni.
La pellicola è tratta dalla omonima tragedia teatrale di Lord Byron, e per riflesso, dalla derivante opera lirica di Giuseppe Verdi, della quale il film riprende le musiche, dirette da Fernando Previtali.

## Trama
Venezia, metà del XVI secolo: Jacopo Foscari, ultimo figlio rimasto in vita del Doge di Venezia, Francesco, viene ingiustamente esiliato per ben due volte; la prima per tradimento contro la Repubblica e la seconda per l'assassinio di un membro del Consiglio dei Dieci, appartenente alla famiglia Faredano, da sempre nemica dei Foscari. Viene richiamato dal suo secondo esilio per rispondere alle pesanti accuse di tradimento. Il Consiglio alla fine decide di esiliarlo una terza volta e questa volta in perpetuo. Suo padre, il doge Francesco Foscari, firma il decreto, anche se il suo spirito è disperato per questa disgrazia. Il figlio Jacopo, con spirito patriottico, accetta la sentenza, lasciandosi però morire. Il Consiglio dei Dieci forza la mano a Francesco e lo costringe ad abdicare e così, mentre si sentono le campane che indicano l'inizio delle elezioni per il nuovo doge, Francesco muore.

## Produzione
Il film venne realizzato negli stabilimenti romani della Scalera Film.

## Distribuzione
La pellicola venne distribuita nelle sale cinematografiche italiane a partire dal 24 ottobre del 1942.
Venne in seguito distribuito anche in Francia, il 13 luglio del 1945 con il titolo Dans les catacombes de Venise.

## Opere correlate
La tragedia di Lord Byron era stata già trasposta al cinema all'epoca del muto con il film I Foscari, diretto da Mario Almirante nel 1923, poi andato perduto.